# José Joaquim Monteiro (J. J. Monteiro)

## Biografia
José Joaquim Monteiro, poeta-soldado de  Macau, mais conhecido por J. J. Monteiro, nasceu em 10 de Fevereiro de 1913 em Pereiro (Tabuaço), distrito de Viseu, Portugal.
Filho primogénito de José Luís Ferreira e de Maria José Guedes Monteiro, foi entregue, aos 9 meses de idade, ao cuidado da avó e das tias paternas, residentes no Bunheiro da Murtosa do distrito de Aveiro, enquanto os pais emigravam para o Estado de Pará, no Brasil. Aos 6 anos de idade partiu ao encontro dos seus pais no Brasil, na companhia da sua avó paterna, de onde regressou com 10 anos.
Numa breve e nova estada no Bunheiro, por dificuldades financeiras viu-se obrigado a partir para Lisboa, aos 11 anos de idade, em busca de trabalho, tendo abraçado vários ofícios.
Aos 19 anos, como forma de sobreviver ao desemprego que grassava no País, alistou-se e incorporou-se, como voluntário, no Exército Militar, no Batalhão de Caçadores 7, sediado no Castelo de São Jorge, em Lisboa, acabando por se licenciar em 1934.Dois anos depois, voluntariou-se novamente para a tropa, tendo embarcado para o Arquipélago da Madeira, onde permaneceu dez meses.
Passou ao efectivo militar, e embarcou, em 1937, como soldado corneteiro com destino a Macau. Nunca teve oportunidade para frequentar os bancos da escola. A sua sede de saber e, sobretudo de dar expressão à poesia que, desde tenra idade, lhe desassossegava a alma fez dele um autodidacta. Aprendeu a ler e a escrever na tropa. Foi em Macau que passou com aproveitamento no exame do curso das escolas regimentais.
Encontrou em Macau a sua amada, com quem constituiu o seu lar.
Devido a uma lesão no braço esquerdo, e perante a ameaça de amputação do mesmo, viu-se na contingência de ter que regressar a Portugal, em 1946, com a mulher e os seus 2 filhos, onde foi tratado com êxito e acabou, nesse mesmo ano, por se licenciar do serviço militar. Sem sucesso na procura de emprego, devido à crise que se vivia no pós-guerra, e confrontado com sérias dificuldades para o sustento do seu lar, já então com 5 filhos, decidiu-se a regressar para Macau, tendo conseguido o necessário apoio do então Ministério das Colónias, que patrocinou a viagem para si e para toda a sua família. Chegado a Macau, em 27 de Junho de 1951, começou por se empregar como guarda dos Armazéns da S.O.T.A., depois como encarregado da Padaria "Sortes" da C.R.I.S.A., e, a partir de Dezembro desse mesmo ano, como contínuo do Liceu Nacional Infante D. Henrique, mais conhecido por Liceu de Macau, onde permaneceu até à sua aposentação, em 1972. Dois anos depois do seu regresso a Macau, nasce o seu sexto e último filho.
Dotado de uma hábil veia poética, escreveu e publicou, em vida, várias obras, contribuindo assim para a preservação da identidade cultural de Macau e para a literatura de cordel. Pelo mérito de uma das obras, uma toponímia de Macau em versos, além de inúmeras referências a lendas, usos e costumes tradicionais chineses, a gastronomia macaense, o patuá macaense, foi condecorado com a Medalha de Dedicação.
Morreu em Macau, a 22 de Fevereiro de 1988, sem ter conseguido assistir ao lançamento dos livros, “Anedotas, Contos e Lendas” (1989), "Meio Século em Macau" (2 volumes, ano de 2010) e "Memórias do Romanceiro de Macau" (2013), sendo os mesmos publicados com a ajuda dos seus filhos.
Os seus restos mortais foram trasladados, juntamente com os da companheira fiel da sua vida, do Cemitério de S. Miguel de Macau para o Cemitério de Carnide, em Lisboa, onde jazem unidos.

## Obras
- A Minha Viagem Para Macau, em 1939
- A História de Um Soldado, em 1940
- De Volta a Macau, em 1957
- Macau Vista Por Dentro, em 1983
- Anedotas, Contos e Lendas, em 1989
- Meio Século em Macau (2 Volumes), em 2010
- Memórias do Romanceiro de Macau, em 2013

## Condecoração
Pelo mérito da  obra "Macau Vista por Dentro", uma toponímia de Macau em versos, além de inúmeras referências a lendas, usos e costumes tradicionais chineses, gastronomia macaense, o patuá macaense, foi condecorado pela administração portuguesa de Macau com a Medalha de Dedicação.